# Rhingia campestris
Espèce
Rhingia campestris, la rhingie long-nez (ou syrphano de Bergerac) est une espèce de diptères syrphidés commune en Europe de mars à novembre. Possédant un large abdomen orange avec une ligne noire située le long des côtés, elle mesure généralement de 7 à 11 mm de long pour une envergure de 12 à 18 mm. Elle possède également le long museau caractéristique à toutes les espèces du genre Rhingia. 
On peut trouver des larves de Rhingia campestris dans la bouse. Les mâles adultes se nourrissent de nectar alors que les femelles se nourrissent de pollen.

## Synonymes[1]
- Musca macrocephala Harris, 1780
- Musca nasata Harris, 1780
- Musca nosata Harris, 1780
- Rhingia macrocephala (Harris, 1780)
- Rhingia nasata (Harris, 1780)
- Rhingia nosata (Harris, 1780)